# Прюнье, Вильям
Вилья́м Прюнье́ (англ. William Prunier; 14 августа 1967) — французский футболист и футбольный тренер. С 2022 года является главным тренером клуба «Бурж».
Будучи игроком, выступал на позиции центрального защитника за «Осер», «Олимпик Марсель», «Бордо», «Манчестер Юнайтед», «Копенгаген», «Монпелье», «Наполи», «Харт оф Мидлотиан», «Кортрейк» и «Тулузу», а также за национальные сборные Франции. Впоследствии тренировал ряд французских клубов.

## Клубная карьера
Прюнье был воспитанником знаменитой футбольной академии клуба «Осер», выпустившей ранее Эрика Кантона и Базиля Боли. Вильям выступал за «Осер» с 1984 по 1993 год. В 1993 году перешёл в «Олимпик Марсель», однако провёл в команде только один сезон, по окончании которого клуб сослали во второй дивизион из-за договорных матчей и финансовых нарушений. В 1994 году Прюнье стал игроком клуба «Бордо», в составе которого выиграл Кубок Интертото, играя в одной команде с Зинедином Зиданом.
В сезоне 1995/96 выступал на правах аренды за английский клуб «Манчестер Юнайтед», где играл его бывший одноклубник по «Осеру» Эрик Кантона. 30 декабря 1995 года Прюнье дебютировал за «Манчестер Юнайтед» в матче против «Куинз Парк Рейнджерс», сыграв в центре обороны с Гари Невиллом (основные центральные защитники Стив Брюс, Гари Паллистер  и Дэвид Мэй были травмированы). Однако 1 января 1996 года в матче против «Тоттенхэм Хотспур» «Манчестер Юнайтед» пропустил четыре гола. В поражении обвинили Прюнье. Он даже занял шестое место в голосовании на звание худшего трансфера в истории клубов английской Премьер-лиги, которое прошло в 2007 году. Газета The Times написала, что после того поражения Прюнье на следующий день якобы «посадили на самолёт обратно во Францию», однако по версии газеты The Independent игрок сам отказался оставаться в Англии и в начале января покинул «Манчестер Юнайтед», сыграв за команду только 2 матча.
После ухода из «Манчестер Юнайтед» в январе 1996 года Прюнье стал игроком датского клуба «Копенгаген». В сезоне 1996/97 выступал за французский «Монпелье», а в следующем сезоне играл за итальянский «Наполи». Впоследствии выступал за шотландский «Харт оф Мидлотиан» и бельгийский «Кортрейк».
С 1999 по 2004 год выступал за «Тулузу», в составе которой выиграл Лигу 2. В 2004 году короткое время выступал за эмиратский клуб «Ас-Сайлия», после чего завершил карьеру игрока.

## Карьера в сборной
Вильям Прюнье выступал за военную сборную Франции, вторую сборную Франции, а также за сборную Франции до 21 года.
26 августа 1992 года провёл свой единственный матч за главную сборную Франции в товарищеской игре против сборной Бразилии.

## Тренерская карьера
После завершения карьеры игрока работал в тренерском штабе «Канна».
В 2010 году был назначен главным тренером клуба «Кюньо». Год спустя возглавил клуб «Коломье», а в 2014 году — клуб «Консоля».
С 2015 по 2017 год был главным тренером резервной команды «Монпелье». В сезоне 2017/18 был главным тренером «Тулона».
Впоследствии был главным тренером клуба «Кане Руссийон» и ассистентом главного тренера клуба «Ле-Ман».
29 октября 2022 года Вильям Прюнье был назначен главным тренером клуба «Бурж» из четвёртого французского дивизиона.

## Достижения
«Осер»
- Обладатель Кубка Гамбарделлы: 1985
- Обладатель Кубка Альп: 1987

«Бордо»
- Обладатель Кубка Интертото: 1995

«Тулуза»
- Чемпион Лиги 2: 2002/03